# Evžen Šteflíček
Evžen Šteflíček (8. července 1922 Brno, První republika – 17. prosince 2015 Brno, Česko) byl český architekt.

## Život a dílo
Vystudoval Vysoké učení technické v Brně, byl žákem Vladimíra Meduny a po dokončení studií pracoval v podniku Stavoprojekt.
Zúčastnil se několika architektonických soutěží. Jeho návrh na úpravu památníku Slavín (1946, společně s Karlem Zouharem), který měl na bratislavském vrchu zakomponovat řadu původních objektů, sice v soutěži vyhrál 1. cenu, nakonec ale zrealizován nebyl. Podal neúspěšný návrh na Památník SNP v Banské Bystrici (1952), dále se účastnil soutěží na vstupná náměstí na brněnské Koněvově třídě (dnešní Vídeňská) a v Ostravě-Porubě.
Mezi stavby, které zrealizoval, patří např. Ústřední hřbitov v Brně, Pavilon F a Pavilon H na brněnském výstavišti (oba dostavěné v roce 1956), dále potom Pavilon Anthropos Moravského zemského muzea nebo oblouková budova v Porubě, kterou navrhl s týmem dalších architektů a stavitelů a patří mezi hlavní objekty, které Šteflíček navrhl.
Je pohřben na Ústředním hřbitově v Brně, sk. 54/hr. hr. 71-72.